# TinEye

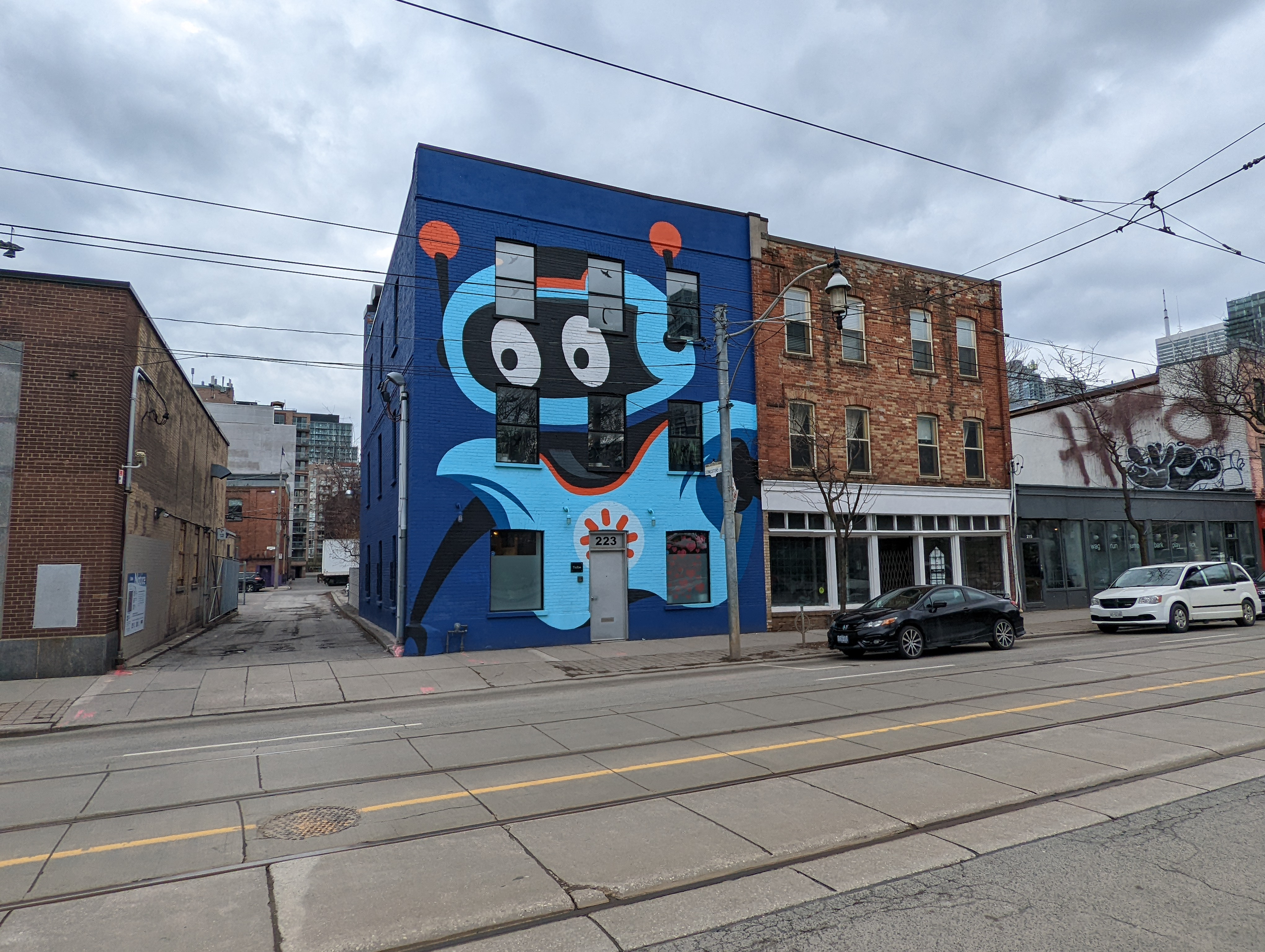

TinEye é um mecanismo de busca de imagens reversas desenvolvido e oferecido pela Idée, Inc., uma empresa sediada em Toronto, Ontário no Canadá. É o primeiro mecanismo de pesquisa de imagens na Web a usar a tecnologia de identificação de imagens em vez de palavras-chave, metadados ou marcas d'água. TinEye permite aos usuários pesquisar não usando palavras-chave, mas com imagens. Ao enviar uma imagem, o TinEye cria uma "assinatura digital única e compacta ou impressão digital" da imagem e a combina com outras imagens indexadas.